# Вуглесос
Вуглесос (рос. углесос, англ. coal pump; нім. Kohlepumpe f) – відцентровий насос, що застосовується для перекачування вугільної та вугільно-породної гідросуміші. Відрізняється розміром міжлопатевих каналів, спроможних пропускати шматки твердого матеріалу крупністю до 100 мм. В. має конструктивні особливості для зниження інтенсивності гідроабразивного зносу. Поверхня робочих органів В. виготовляється зі зносостійких матеріалів. Теорія В. ідентична насосам для чистої води, але робочі характеристики змінюються внаслідок наявності двофазної рідини (гідросуміші). У вугільній промисловості знайшли застосування одноколісні та двоколісні вуглесоси. Bci вітчизняні одноколісні В. розроблялися теперішним НВО "Хаймек" (Донецьк, Україна) і виготовлялися Ясногорським машинобудів-ним заводом (Росія). Сучасні роботи з вдосконалення В. спрямовані на підвищення зносостійкості, продовження робочого віку, підвищення напору і подачі. Найбільше розповсюдження в промисловості знайшли одноколісні В. У-450-120, У-900-90 та У-900-180 (перша цифра - подача в куб.м, друга - напір у м вод.ст.). 